# Pasilio Tosi
Viliami Pasilio Tosi (Levin, 18 luglio 1998) è un rugbista a 15 neozelandese.

## Biografia
Nato e cresciuto a Levin, a nord di Wellington Tosi ha frequentato l'Horowhenua College prima di trascorrere tre anni nella Rotorua Boys' High School first XV.
Cresciuto rugbisticamente come numero 8 (terza linea) giocando per i Southland Stags, ha nel tempo modificato la sua struttura fisica e la sua posizione in campo affermandosi a livello internazionale come pilone.
Il 24 giugno 2024 è stato convocato per la prima volta dagli all blacks per le Steinlager Ultra Low Carb Series 2024. Ha debuttao con i tutti neri il 20 luglio successivo subentrando nel corso del match contro le Figi.